# Mario Golf: World Tour
Mario Golf: World Tour (マリオゴルフ ワールドツアー, Mario Gorufu Wārudo Tsuā) és un videojoc de golf desenvolupat per Camelot Software Planning per a la Nintendo 3DS de la sèrie Mario Golf.
És la novena entrega d'aquesta sèrie. Va estar anunciat en un Nintendo Direct el 14 de febrer de 2013. Nintendo el va distribuir l'1 de maig de 2014 al Japó i a Corea del Sud, el 2 de maig de 2014 a Amèrica del Nord, Amèrica del Sud i a Europa, i el 3 de maig a Australàsia. Al Japó, a Amèrica del Nord i a Europa també sortirà en format digital per a la Nintendo eShop.
Després que sortissin rumors sobre una demostració gratuïta del videojoc, s'anuncià que el 17 d'abril en sortiria una a Europa. A més, va sortir també contingut descarregable de pagament per a desbloquejar escenaris i per participar en tornejos organitzats per Nintendo i/o Callaway Golf. Es necessiten 8192 blocs digitals (1 GB) per a fer la descàrrega.

## Jugabilitat

### Aspectes generals i nous
Mario Golf: World Tour és un videojoc de simulació de golf. La premissa bàsica reflecteix la base del golf; el jugador té com a objectiu colpejar una pilota de golf amb un pal en un camp per colpejar en el forat de destí en el menor nombre de cops. El joc, en particular, empra un enfocament arcade de golf, fent èmfasi en els controls simples i directes i un joc de ritme ràpid sobre el realisme. Malgrat això, alguns cursos es poden modelar a semblar cursos de la vida real, mentre altres seran entorns de la sèrie Mario. En comptes de només entorns, també es poden fer servir com a pilotes de golf els Bob-omb.
El joc continuarà emprant la mecànica de joc de "Super Shots", que un cop triat pel jugador, permeten una distància extra en colpejar la bola, encara que només un nombre limitat d'ells tinguin assignats per descomptar, i ells fan la creació d'un aspecte estratègic per al seu ús. El joc utilitzarà les opcions del sensor de gir que té incorporada la Nintendo 3DS.
L'Auto Mode s'ha de triar una direcció i prémer el botó A o Touch per iniciar un cop; en el Manual Mode, tenim l'estil clàssic del joc: triar la direcció, i després determinar la potència i la precisió dels seus moviments a través d'una barra a la part inferior de la pantalla abans de llançar el pilota i al final, es pot començar a quatre tipus de combos prement el botó "B" "A" o: topspin, super topspin, backspin o super backspin; el jugador pot canviar d'Auto Mode a Manual Mode i viceversa durant la partida; els jugadors poden manipular deliberadament la trajectòria de la bola, de decidir si la pilota ha de caure o retirar abans d'hora.
Els ítems (triables) es poden activar com un "tir especial", agregant diversos efectes diferents als jocs: el Xampinyó (accelera el tir del jugador, també en varietat triple), la Super Mario Fire Flower (permet a la bola cremar en el camí), la Ice Flower (congela del terreny per permetre que la bola reboti diverses vegades), el Bullet Bill (ignora el vent), el Bob-omb (fa que la seva bola esclati en l'aire), la Flor Boomerang (pot portar inconvenients a la trajectòria corba d'una pilota), un "Bloc de Salt" (que es pot crear en l'aire, deixant que la pilota eviti els obstacles d'aigua), un tornado que aspira monedes, els Kab-omb (Bob-ombs que només apareixen en el nivell 8-8 de New Super Mario Bros., que fan que la bola caigui en línia recta), i el Gold Flower.

La Princesa Peach jugant a golf en l'escenari submarí Cheep Cheep Lagoon. Sent en el primer forat i en el quart par, el vent bufa a 2 metres per segon, segons indica la pantalla superior. En la pantalla inferior s'indica quin objecte usarà la Princesa i està decidint-se en la Flor de Foc, en què es mostra una petita descripció a la part superior. A la pantalla inferior també s'hi poden observar els diferents clubs, l'Auto Mode o el Manual Mode, iniciar el cop i altres preferències.

### Modes

#### Mario Golf (Quick Round)
Mario Golf (Quick Round) és similar als jocs anteriors de Mario Golf, on el jugador pot seleccionar un personatge del Regne Xampinyó o un Mii personalitzat. Compta amb una varietat de maneres, com el Single Player (incloent-hi Stroke Play, Match Play, Speed Golf, Pount Tourney i Challenges, tots els quals proporcionen monedes per al jugador), Vs. (Local Play -joc local-, Online Friends -amics en línia-, and Community Match -tornejos de comunitats-), i Tournaments (Mario Open i tornejos privats creats per l'usuari). Tornejos en línia regionals i mundials addicionals estan disponibles a la planta d'entrada del Castle Club.

##### Single Player
El mode Single Player (1 jugador) permet al jugador prendre una ronda contra el quadre de comandaments, el rellotge, o un oponent de l'ordinador (Match Play només), així com els desafiaments, on els cursos, personatges Star, i els vestits Mii es poden desbloquejar. Els primers quatre maneres permeten al jugador seleccionar qualsevol curs desbloquejat, així com el nombre de forats (3, 6, 9, o 18), la força del vent, i utilitzar ítems, i més.

###### Stroke Play
Una ronda de golf estàndard, on la puntuació del jugador es compara amb l'altura.

###### Match Play
El jugador competeix contra un oponent controlat per ordinador. El guanyador de la ronda és el jugador que guanya més forats, encara que si els jugadors estan empatats pel final del joc, es procedirà a la mort sobtada i passar pels cursos seleccionats de nou fins que algú guanyi. El jugador tria el nivell de l'ordinador d'habilitat: Principiant, Avançat, Professional, Amateur (desbloquejat en guanyar 90 monedes estrella en el mode Challenges), o Pro (desbloqueable).

###### Speed Golf
En lloc de comptar els errors, la puntuació del jugador és determinada per com es pren molt de temps per forat la bola.

###### Pount Tourney
Anotats a través d'una versió modificada del sistema de puntuació Stableford. El jugador és premiat amb 8 punts per un albatros o un forat en un, 5 per a una eagle, 3 per a un birdie, 2 per a un par, i 1 per a un bogey. Un doble bogey o pitjor representa una puntuació de zero.

###### Challenges
Altres modes s'inclouen com els jocs anteriors, i recompensarà al jugador amb monedes i monedes estrella, que, quan es recullen suficients, obrirà nous cursos. Aquests modes inclouen:
- Ring Master, similar als jocs anteriors, els jugadors intentaran recollir tots els anells en un curs mentre que ho fa per sota del par. Múltiples anells es col·loquen al voltant del forat.
- Star Coin Collector, una Moneda Estrella o Moneda Lluna es col·loca en algun lloc d'un forat. El jugador ha de colpejar la moneda amb la pilota, i després completar el forat a la part o millor.
- 100 Coins és un desafiament de tres forats. Les monedes es col·loquen al voltant de cada forat. El jugador rep un nombre de trets iguals a l'altura del forat almenys dos, i els intents de colpejar la bola en 100 d'ells en el transcurs dels tres forats.
- Score Attack consisteix en el fet que el jugador ha de completar nou forats de joc per cops, i d'igualar o superar la meta de puntuació determinada.
- Character Match és un joc per forats nou forats en què es competeix contra un personatge del Regne Xampinyó. Guanyar aquest partit també desbloqueja la versió estrella d'aquest caràcter per a tots els modes de joc.
- Time Attack consisteix en el fet que el jugador ha de completar tres forats en el termini donat.
- Point Challenge és un desafiament de tres forats. A cada forat, Club Shots són filats, que limita el jugador a no més de tres clubs (més un putter) durant la durada del forat llevat que les línies de jugadors de fins a tres estrelles en les franges horàries, en aquest cas tindran la totalitat dels seus clubs disponibles. Point Tourneys s'aplica, i el jugador ha de guanyar almenys el nombre de destinació determinat de punts en els tres forats.
- One-On, One-Putt Challenge només funciona amb l'escenari Sky Island. Si un cop de sortida no arriba la verda, el repte ha fallat. Si un putt per birdie es perd, el repte ha fallat. Per tenir èxit, el jugador ha de completar amb èxit nou forats.

Es poden comprovar les diferents formes de desafiaments en aquest enllaç extern.

##### Vs.
Vs. (volent dir "versus") és el mode multijugador del joc. En Local Play, pot fer els traços i sense haver d'esperar als seus amics que facin els moviments primer d'ells, a mesura que avança, apareixen icones petitEs a la cantonada indicant com va ser la trajectòria de la bola en relació als teus amics; no hi ha opció de veu o xat de text en la manera multijugador, però sí emoticones; pot unir-se a les comunitats que albergaran tornejos especials amb els seus propis conjunts de regles. No hi ha mode multijugador amb un sol cartutx, és a dir, Download Play, però sí multijugador local per 2-4 jugadors. A més, també poden aparèixer-hi jugadors fantasma. Matches amb amics en línia (Online Friends) i els partits de la comunitat també es poden reproduir en aquest menú.

##### Tornejos en línia
El videojoc va tenir tornejos regionals i mundials en línia organitzats per Nintendo, així com tornejos personalitzables que poden ser creats pels jugadors. Tots els jugadors que tinguin el joc i una connexió a Internet de banda ampla sense fils pot participar en tornejos de Nintendo seleccionant les seves notificacions SpotPass per complir amb els tornejos actuals i futurs, jugar a l'esdeveniment i pujar les seves puntuacions abans del final de l'esdeveniment. Els jugadors poden fins i tot seguir el seu progrés comprovant les taules en línia per veure en quina posició estan. Els tornejos poden ser accedits en el mode Mario Golf o utilitzant una de les màquines en un accés sense precedents del mode Play as Mii: Castle Club. Hi haurà una varietat de diferents tornejos, competicions que van des de grans a petits esdeveniments com a reptes de la distància, recollir monedes i velocitat.
Nintendo s'associà amb Callaway Golf Company (fabricant mundial d'equips de golf) per a una sèrie especial de tornejos que començaren el 22 de maig de 2014. Els tornejos s'activen mitjançant la funció de SpotPass, i tots els jugadors que participin rebran articles Callaway Golf dins del joc com pals de golf i pilotes de golf, el que millora les estadístiques del jugador a utilitzar el seu personatge Mii. Els guanyadors de tots els tornejos - incloent els tornejos Callaway - serà determinat per la puntuació més alta publicada, i rebrà monedes per comprar més equip a la Toad's Shop al mode Castle Club. Les funcions del paquet de multijugador en línia de Mario Golf: World Tour inclou que jugadors puguin crear comunitats públiques o privades, personalitzant les jugades (en aspectes com el vent i l'ús de certs ítems o personatges). En la creació de comunitats i tornejos privats, els jugadors poden personalitzar tots els aspectes de l'experiència multijugador per formar una enorme quantitat de diversió nous reptes.
Desafiaments inclouen la recol·lecció de monedes estrella en etapes, recollir 100 monedes en un partit de 3 forats, disputes entre els personatges que llança nous golfistes. La col·laboració amb Callaway Golf també serà disponible al Japó. El Torneig Callaway (detalls seran anunciats) es jugarà al joc en línia. Els participants del torneig rebran productes com X Hot Club, Legacy Black Club, Filly Club i possiblement altres elements a utilitzar en el joc. El premi en el guanyador és una bossa virtual plena de monedes per guanyar roba per a personalitzar els Mii.

Un Mii passejant pel Paseo Real en el mode Castle Club. A la part superior, diverses figures d'arbre de diferents personatges del Regne Xampinyó són visibles. A sota, un mapa dels jardins del Castell de la Princesa Peach s'hi pot observar junt amb les monedes emmagatzemades que després serviran per comprar equipament pel Mii, a més de les opcions.

#### Castle Club
Els avatars Mii seran jugables gràcies a Play as Mii: Castle Club, o Castle Club (Club Castillo en espanyol), que ofereix personalitzar-los (pals de golf, vestimenta, pilotes de golf, barrets, camises, guants, calçotets, sabates o disfresses) per obtenir millor experiència de joc (sota el nom de Toad's Shop). Segons Nintendo, més de cinc-cents articles estaran disponibles per a la personalització dels personatges, divits en les seccions mostrades amunt (Mario Tennis Open tenia poc més de 50 articles).
En Castle Club, el Mii pot explorar un camp de golf que és el Castell de la Princesa Peach i adquirir nous elements; a l'interior, hi ha diverses habitacions per explorar, a més de tornejos i desafiaments exclusius, amb alguns personatges que donen suport, la primera etapa comença amb una "formació rodona" en un dels tres primers cursos de la partida per mesurar les habilitats del teu Mii; a partir d'aquest punt, es pot participar en tornejos i progressa gradualment cap a les grans disputes del Campionat; els Miis registrats en la 3DS es reuneixen per celebrar la seva puntuació al final de cada moviment. Els personatges poden parlar amb personatges com Mario, Luigi, Peach, Daisy, Wario, Waluigi, Bowser, Yoshi i més. Depenent de l'acompliment en el campionat, un quadre de diàleg diferent es dispara. L'intercanvi d'informació de Miis serà a través de StreetPass. Miis de StreetPass apareixeran en la seva Princess Club, el que permet conèixer el seu equip i els clubs de golf.
En entrar-hi, el Mii del jugador es troba amb uns Toads, explicant breument alguns dels atractius del club.

### Personatges jugables
En l'actualitat estan anunciats 17 personatges jugables de la sèrie Super Mario, incloent-hi el Mii, i quatre d'ells desbloquejables. Cada personatge té el seu estil de joc, amb les diferències en el poder dels seus cops.
- Mario
- Luigi
- Wario
- Princesa Peach
- Waluigi
- Yoshi[22][4][5][7]
- Donkey Kong
- Princesa Daisy
- Bowser
- Boo[22][4][5][7]
- Diddy Kong[22][4][5][7]
- Bowsy[22][4][5][7]
- Mii*[22][4][5][7]
- Toad**[26]
- Birdo**[26]
- Red Koopa[14]/Koopa Paratroopa[26][27]**[26]
- Kamek[28][29]**[26]

*Els jugadors poden triar els Miis a les disputes, i imitar les habilitats dels personatges de Mario, en funció de l'equip usat. Igual que va succeir en Mario Tennis Open, el jugador pot utilitzar les monedes que es guanyen durant els partits per personalitzar i millorar el rendiment del Mii del jugador amb diversos tipus de peces de vestir i accessoris en Mario Golf: World Tour.
**Personatges desbloquejables seguint un criteri no mostrat amunt i actualment desconegut.

### Escenaris
El joc compta amb 126 forats i 10 camps de golf, dividits pels modes que hi ha: Mario Golf (Quick Round) (sota el nom Mario World Courses) i Castle Club.
- Escenaris per al mode Castle Club.
  - Forest Course, amb prats de colors.[30]
  - Seaside Course, una platja que sembla un escenari de Mario Golf: Toadstool Tour anomenat Blooper Bay[30]
  - Mountain Course[19] és un desert amb cactus de colors.[31][30]
- Mario World Courses:
  - Peach Gardens,[32] un escenari basat en el Castell de la Princesa Peach Toadstool, on hi ha monedes en forma de cor flotant sobre un camp rosa.[30]
  - Yoshi Lake[33] és un escenari basat en Yoshi's Woolly World, amb arbres i muntanyes de llana multicolor.[30]
  - Wiggler Park[19] és un jardí amb un Goomba gegant i altres enemics enormes com un Floruga.
  - Cheep Cheep Lagoon, un escenari submarí en què es poden veure diversos Cheep Cheep i altres obstacles.[34]
  - Sky Island[14][8] (Islas Estrella en espanyol)[35] és un camp de golf situat en els núvols, on es necessita que el cop necessiten ser ben calculat perquè la seva bola no caigui en l'abisme.[36]
  - DK Jungle[14][8] (Jungla DK en espanyol),[37] un escenari basat en Donkey Kong Country Returns (Wii, 2010),[38][17] en què s'ha de tenir cura amb els Screamin Pillars, però també hi ha un impuls positiu de Barrel Cannons al llarg del camí.[36]
  - Bowser's Castle[14][8] (Castillo de Bowser en espanyol),[39] un escenari basat en Bowser,[26][17] més concretament basat en el Castell d'en Bowser, envoltat per la lava, i ple de Bob-ombs.[36]

## Contingut descarregable
Segons anuncia el portal NeoGAF i segons la Nintendo eShop nord-americana, Mario Golf: World Tour rebrà nous escenaris pagant en forma de DLC (Contingut descarregable). A més, en la descripció de la eShop indica que serà possible pagar per descarregar contingut addicional per a rebre nous escenaris i per participar en tornejos de prova especials.

### Nous escenaris i personatges
Nintendo Europa va annciar tres paquets de DLC que es llançarien abans del juny de 2014, el que afegirien 108 nous forats i tres nous personatges per al joc; cada paquet duu dos nous escenaris i un nou personatge.
- El Mushroom Pack va estar disponible el 2 de maig de 2014. Inclou Toadette com a nou personatge.[40][41] Ocupa 447 blocs. Inclou els següents escenaris:
  - Toad Highlands, una millora de l'escenari del mateix nom de Mario Golf, un escenari de prats amb tanques en forma de Toad.
  - Koopa Park, una millora de l'escenari del mateix nom de Mario Golf, un escenari de pastures que té lloc al capvespre i inclou globus en forma de Koopa Troopa.
- El Flower Pack es va anunciar per a llançar-se a finals de maig de 2014, però va sortir el 22 de maig. Ocupa 447 blocs, com el Mushroom Pack.[42] Inclou Nabbit com a nou personatge.[40][41] Inclou els següents escenaris:
  - Layer-Cake Desert (Dunas Pasteleras en espanyol), una millora de l'escenari Shy Guy Desert de Mario Golf, per a semblar-se més en el món Layer-Cake Desert de New Super Mario Bros. U, tematitzat al desert.
  - Sparkling Waters (Archipiélago de Almíbar), una millora de l'escenari Yoshi's Island de Mario Golf, per a semblar-se més en el món Sparkling Waters de New Super Mario Bros. U, tematitzat a l'aigua.
- El Star Pack va sortir al juny, més concretament el dia 18.[43] Inclou Rosalina com a nou personatge.[40][41] Inclou els següents escenaris:
  - Rock-Candy Mines (Minas Almendradas en espanyol d'Espanya), una millora de l'escenari Boo Valley de Mario Golf, per a semblar-se més en el món Rock-Candy Mines a New Super Mario Bros. U, tematitzat a la muntanya.
  - Mario's Star, una millora de l'escenari del mateix nom de Mario Golf, un escenari al cel que recorda a Super Mario Galaxy amb els forats que semblen personatges de la saga Mario.

Cada paquet es pot comprar per US$5.99 / CAN$6.49 / €5.99 / £5.39 a través de la Toad's Shop, situada al menú principal del joc, o es poden comprar els tres paquets per US$14.99 / CAN$16.49 / €11.99 / £10.79 (Three-Pack Set a Europa, Season Pass a la resta) durant el període del 2 al 31 de maig; però els paquets els rebrà quan surti al públic en general. Aquells que comprin el combo amb tres paquets guanya el personatge Gold Mario en el moment, i només es donarà a conèixer a tots els jugadors després del llançament del Star Pack. Amb el poder de la flor daurada, el golfista Gold Mario pot transformar els seus cops en Monedes. Després d'aquest termini, valdrà US$14.99 / CAN$16.49 €14.99 / £13.49 
Nintendo oferirà tornejos de prova per a aquells que vulguin provar una mostra dels cursos descarregables abans de comprar. Els jugadors que tinguin el joc i baixin el Free-Trial Course Pack poden participar-hi. Ocupa 138 blocs, i no ofereix cap personatge més. Aquest va sortir el 18 de juny de 2014 a Europa.
La pàgina web oficial japonesa anuncia que cada paquet es pot adquirir pel preu de 600 iens.

## Desenvolupament
| Director    | Shugo Takahashi                                    |
| Productor   | Hiroyuki Takahashi Shugo Takahashi Toshiharu Izuno |
| Dissenyador | Hiroyuki Takahashi Shugo Takahashi Norisumi Osawa  |
| Escriptor   | Hiroyuki Takahashi                                 |
| Compositor  | Motoi Sakuraba                                     |
| Referències | [ 46 ]                                             |

Mario Golf: World Tour es va anunciar el 14 de febrer de 2013, igual que Mario & Luigi: Dream Team Bros., en un Nintendo Direct especial anomenat "Nintendo 3DS Direct". Allí s'hi van ensenyar diversos personatges jugables, imatges, dates de llançament amb la data d'estiu, el logotip i detalls.
En el segon Nintendo 3DS Direct del 17 d'abril de 2013, s'hi van ensenyar més detalls, un nou logotip i data de llançament concreta per a Austràlia: hivern de 2013.
En un calendari de llançaments revelat per Nintendo el 13 de juny de 2013, es va ensenyar que la data europea i nord-americana seria 2014. Posteriorment es va retirar la data japonesa d'estiu de 2013 per a 2014, igual que l'australiana. També sortirà el 2014 a Corea del Sud, segons afirma Mario Party Legacy.
Mentre que encara no s'ha revelat la data de llançament exacta del nou joc de golf, la botiga internacional Play-Asia va fer possible, el 2 de febrer de 2014, la prevenda del joc per uns 35 €, i que el joc serà llançat el 2 de maig de 2014, i fins i tot una imatge promocional com a substituació de l'encara no revelada caràtula va ser publicada a la pàgina de la botiga (encara que faci referència a un videojoc antic).
El 14 de febrer de 2014, en un Nintendo Direct, es va anunciar que el joc sortirà el 2 de maig de 2014 a Amèrica del Nord i Europa, i el 3 de maig a Australàsia, a part de revelar altres informacions (com imatges promocionals i captures) i un tràiler provisional. El 21 de febrer es revela una imatge de l'escenari Cheep Cheep Lagoon.
El 27 de febrer de 2014 es dona a conèixer la caràtula japonesa del videojoc. La caràtula té lleugers canvis respecte a la nord-americana, que mostra, de fons complet, tot l'escenari; en canvi, en la japonesa està tapat, on es pot veure un escut de Mario Golf. El dia 28 se'n revelen noves captures de pantalla, sobretot el mode Castle Club sobre la personalització dels Mii i com s'aconsegueixen les peces de roba.
El 7 de març de 2014 es publica la caràtula europea gràcies al lloc Nintendo Insider. Més o menys en la mateixa data, el lloc web IGN (i que també afirma el lloc web japonès de Nintendo 3DS, el que significa que és oficial) diu que sortirà al Japó l'1 de maig de 2014. L'11 de març va sortir la caràtula espanyola.
El 12 de març, surt un tràiler que mostra Daisy jugant a Cheep Cheep Lagoon. El 14 de març surt el lloc web nord-americà provisional.
A Corea del Sud va sortir també el dia 1, segons GoNintendo i segons s'ha anunciat en un Nintendo Direct el 17 de gener de 2014.
Daan Koopman, del canal de YouTube NintenDaan, ha descobert que en el lloc web europeu del videojoc, a sota de tot és possible llegir-hi: "Cal el registre del Nintendo Network ID per descarregar demos de Nintendo eShop.". A més, si es busca sobre demostracions gratuïtes, surt en primera posició.
El 27 de març, surt un nou tràiler del joc que ofereix els ítems triables i més informació de part dels llocs Polygon i Nintendo Life. A més, GameXplain i GameSpot n'han revelat un vídeo (GameXplain un del Peach Gardens) que mostra més informació. En un vídeo el 30 de març per Nintendo World Report, es mostra l'escenari Yoshi Lake. El 4 d'abril, un vídeo de NTower mostra Wigglers Park i Forest Course, Peach Gardens i Cheep Cheep Lagoon.
Llançat pel lloc FNintendo, el nou vídeo del joc a data de 5 d'abril de 2014 revela que, com de costum, el joc serà traduït al portuguès de Portugal. En el vídeo a continuació, se segueix Bowser en una ronda de golf a l'escenari "Campo da Floresta", una traducció literal de "Forest Course", que és el nom de l'escenari a la versió americana del joc. Altrament, l'expressió famosa "Nice Shot!" es tradueix com "Bela Pancada!", que també podria ser utilitzada fàcilment en una possible ubicació per al portuguès del Brasil, tot i que les possibilitats que alguna cosa passi són molt petites.
A data de 9 d'abril, el canal de YouTube NintenDaan ha publicat tres vídeos: sobre el Castle Club, sobre Forest Course i sobre Seaside Course.
La Nintendo britànica va llançar el 14 d'abril una imatge sense precedents del nou joc, mostrant un Mii utilitzant roba a l'estil de Yoshi adoptant també el club de golf que estava sostenint. Sobre rumors del joc, surt una imatge a la Nintendo eShop de 3DS que mostra un escenari basat en Donkey Kong Country Returns, que és observable a la Super Mario Wiki. En un recent número de la revista Famitsu (la informació ha estat publicada en un blog) en Toad podria ser desbloquejable, ja que fa uns dies es va revelar una imatge que mostrava que hi havia 4 personatges per descobrir. A més, en la descripció de la eShop indica que serà possible pagar per descarregar contingut addicional per a rebre nous escenaris i per participar en tornejos de prova especials. Aquesta descripció ha estat capturada pel lloc NeoGAF però ha estat suprimida posteriorment de la botiga virtual. Tot i això, Nintendo acaba d'anunciar que una demo del joc sortirà a Europa el 17 d'abril.
Conforme es va revelar fa poc, la revista japonesa Famitsu va anunciar el possible retorn d'en Toad com a personatges desbloquejable. En un article nou dedicat al joc, la publicació revela tot l'equip de personatges seleccionables en el joc, visible en la secció "Personatges jugables". A més, aquesta revista revela un escenari basat en Bowser i el logotip japonès El 17 d'abril, Nintendo va llançar un comunicat explicant el multijugador en línia i la participació amb Callaway Golf Company. Es revela el lloc web japonès de Mario Golf: World Tour que, amb 5 seccions però només 3 disponibles, ofereix moltes captures de pantalla i artworks, que revela nova informació, facilitada pel lloc NeoGAF gràcies a l'usuari StreetsAhead que ho ha traduït (en una part, s'anomena el Koopa Paratroopa com a Red Koopa). Surt una versió europea de tota aquesta explicació, a més del lloc web oficial, que revela les dates dels Tornejos Callaway. A data de dia 18 d'abril, Nintendo Everything llança noves imatges sobre el joc. El lloc GameXplain va jugar la demo del joc per cortesia de Nintendo, i va donar a conèixer un vídeo del joc que mostra el seu contingut.
Del 18 al 20 d'abril, tindrà lloc a la ciutat d'Anaheim, a Califòrnia, Estats Units d'Amèrica, l'edició 2014 de l'esdeveniment WonderCon, que reuneix els fanàtics dels còmics, ciència-ficció, pel·lícules i videojocs. Nintendo ha anunciat que participarà en aquest esdeveniment, amb cinc grans que poden ser gaudits pels participants en el seu estand: Mario Kart 8, Mario Golf: World Tour, Kirby: Triple Deluxe, Yoshi's New Island i Disney Magical World.
A data de dia 19, surten les imatges sobre 3 nous escenaris del joc: Sky Island (Islas Estrella en espanyol, Bowser's Castle (Castillo de Bowser en espanyol) i DK Jungle (Jungla DK en espanyol). El dia 19, també surt un vídeo de jugabilitat de part de GameXplain explicant el mode Castle Club. En un dels dos nous vídeos del joc donades a conèixer pel canal WiiFolderJosh de YouTube el 20 d'abril, es pot seguir un partit de golf en els tres primers forats de l'etapa de Sky Island, on la pilota ha de ser llançada pels núvols situades entre plataformes. En el segon vídeo, en Mario ha de ser ràpid a Forest Course, ja que està competint en la manera Speed Golf, que requereix moviments precisos i ràpids. El 22 d'abril es va revelar més informació sobre els DLC.
La pàgina web oficial japonesa del joc va llançar alguns vídeos que mostren el contingut dels nous DLC anunciats: Mushroom Pack, Flower Pack i Star Pack al Japó, cada paquet pot adquirir pel preu de 600 iens. El canal NinEverything de YouTube, va compilar aquests tres vídeos en un de sol en què podem veure Toadette, Rosalina i Nabbit jugant partits de golf en els sis escenaris anunciats. A més, el lloc web Mario Party Legacy també n'ha mostrat la seva versió, el que revela el nom dels escenaris, però que afegeix la jugabilitat de Gold Mario.
En un tràiler publicat el 25 d'abril per Nintendo globalment, es presenten tres nous camps de golf de Mario Golf: World Tour: DK Jungle, Bowser's Castle i Sky Island. El 30 d'abril va sortir un tràiler de llançament britànic. El 3 de maig, Nintendo of America va llançar un tràiler que explica les novetats del joc i el seu contingut descarregable. El joc també va sortir a la Nintendo eShop i en format digital a Amèrica del Sud.
El 14 de maig de 2014 es revela el tràiler de llançament espanyol i el tràiler dels personatges, del qual n'ha sortit la versió britànica. El 21 de maig en va sortir un tràiler del DLC, així com una versió britànica el 28.

### Logotips beta

El primer logotip beta, revelat el 14 de febrer de 2013
El logotip final, revelat el 17 d'abril de 2013

## Demostració gratuïta
Daan Koopman, del canal de YouTube NintenDaan, ha descobert que en el lloc web europeu del videojoc, a sota de tot és possible llegir-hi: "Cal el registre del Nintendo Network ID per descarregar demos de Nintendo eShop.". A més, si es busca sobre demostracions gratuïtes, surt en primera posició. El dia 14 s'anuncia que el dia 17 la demo sortirà a Europa. Nintendo va anunciar el mateix dia de llançament de la demo a Europa que una va sortir a Amèrica del Nord el 24 d'abril de 2014.
Segons un vídeo publicat per GameXplain el 18 d'abril, la demo mostra les radiants animacions en la introducció, amb actuacions magistrals d'alguns de les més grans estrelles de Nintendo: Mario, Luigi, Peach, Yoshi, Bowser i Donkey Kong. Utilitza 873 blocs digitals i ofereix 15 usos (deu en la versió europea). La demo permet al jugador anar a través d'un tutorial que cobreix la càmera i tret de control o jugar a través de qualsevol dels forats 1, 2 i 3 de Seaside Course, els forats 1, 2 i 6 de Wiggler Park, i els forats 1, 5, i 6 de Yoshi Lake. També permet al jugador jugar el mode Star Coin Collector al forat 9 de Peach Gardens, i el mode Ring Master al forat 14 del curs de la muntanya. Els únics personatges disponibles són Mario, Peach, Yoshi i Bowser. És la segona demo de la sèrie Mario per a Nintendo 3DS llançada després de Mario & Luigi: Dream Team Bros..

## Recepció

### Crítica[71]
A Metacritic el videojoc té una mitjana de puntuacions del 78%. La nota més alta, amb un 90, és d'IGN Itàlia, dient que "Mario Golf: World Tour és un gran joc de golf que és encara millor, amb els modes en línia. És molt maco i molt divertit de jugar." Amb un 86, IGN diu: "Vostè no ha de ser un fanàtic del golf hardcore enganxar-se en Mario Golf: World Tour. Es premia el bon joc, dona molt a fer, i és un gran mestre. El seu enfocament gradual per repte em tornava per posar-me a prova, i els desafiaments posteriors al partit i modes multijugador em va inspirar per jugar en noves formes, fins i tot després que jo pensava que era un professional." NintendoWorldReport, amb un 85: "Amb una gran varietat d'escenaris i un munt per desbloquejar, aquesta és una altra ben entrada en la llarga línia de jocs esportius de Mario.". Amb la mateixa nota, Destructoid explica: "Ha valgut la pena l'espera, com Mario Golf: World Tour va prendre el següent pas i ens va portar una experiència excepcional de golf en línia. La corba d'aprenentatge és escarpada, i hi ha alguns problemes amb la càmera i el control amb l'objectiu, però treballar a través d'ells val la pena com el joc en línia és excepcional."
Gaming Age, amb un 83, diu: "No talla en el contingut, el lliurament d'una robusta experiència de Mario Golf, i l'aplicació del personatge Mii en el mode Castle Club s'estableixen les bases per al que podria ser la més completa experiència de Mario Golf fins ara. Sigui o no és la seva tassa de 'tee' depèn de vostè, però he trobat una mica decent de distracció dels meus Hot Shots normals posseeixen.". Amb un 80, Polygon diu: "La seva arribada a la 3DS em va fer esperançador per aquest estrany i encantador híbrida de rol del passat de mà de la franquícia. Castle Club, simplement no és això; però la meva decepció en la seva absència no va passar molt de temps per calmar-se. World Tour més de lliurament en la força més enllà de la sèrie en les consoles, el que resulta en una forma polida, àgil i molt convincent per colpejar els vincles.". Game Informer, amb un 80: "Tot i alguns dels passos en fals, World Tour s'ha de veure. La pantalla tàctil 3DS s'utilitza per afegir empat, s'esvaeixen, golfes, i conduir els seus tirs, i funciona bé. Addicions com aquest i reproducció de la presentació en línia que la sèrie no s'ha quedat estancada en el seu llarg interval, però no són del tot inesperat, ja sigui. Mario Golf: World Tour és una benvinguda, però el retorn no irrefutablement triomfant."
XGN, amb un 80: "És possible que no esperes, però Mario Golf és un joc molt divertit per jugar. Està ple d'un munt de contingut i Mario se les arregla per presentar el golf com a esport entretingut.". GameReactor Dinamarca diu, amb un 80, que "essencialment és només la sèrie Golf amb el repartiment habitual de Mario, però que sens dubte pot proporcionar una experiència de golf agradable i relaxada."
Amb un 80, Gameblog.fr diu: "Després de tant de temps lluny de la verda, els clubs de Mario podrien haver estat oxidat. Al principi de fet, sembla que aquest retorn només es basa en el mateix motor de física provada i subtil joc. La tècnica d'oscil·lació no va canviar en absolut, fins i tot amb el mètode alternatiu basat en contacte intuïtivament. Però en lloc de buscar el realisme, Mario Golf: World Tour expressa el seu enfocament de màquina recreativa d'una manera audaç, a través d'un món caricaturesc ple d'elements interactius del Regne Xampinyó i l'addició de power-ups. Aquest arsenal està enginyosament explotat pel disseny dels cursos, pràctiques de golf a una nova dimensió alliberat de les lleis de la gravetat. Una interpretació increïble i alegre d'aquest esport que, finalment, es poden compartir fàcilment amb amics o competidors en línia. Qui pensava que el golf era tan amable?".
Amb un 80, FNintendo: "Aquest joc duu golf a la Nintendo 3DS a la d'una manera molt competent i convincent. Hi ha una gran varietat de contingut per desbloquejar i el repte serà mantenir els jugadors amb les seves mans en això durant molt de temps. Els jugadors menys experts poden trobar massa difícil, tot i que, però qualsevol que estigui disposat a invertir una mica del seu temps i el seu esforç serà recompensat adequadament.". Eurogamer, amb un 80: "World Tour és més que un repte per a ell en la qualitat dels seus escenaris i l'amplitud de les seves opcions.". Gaming Trend diu: "Mario Golf: World Tour ofereix poc en el camí de sorpreses, però tot i així és un joc de golf divertit i accessible per a les masses, amb una quantitat decent de contingut per al preu.". GamesRadar: "Mario Golf: World Tour pot no tenir la innovació, sinó que proporciona fàcil d'adherència de golf divertit i una gran quantitat d'escenaris únics. És un joc sòlid addictiu.".
JeuxActu, amb un 75: "Bonic, profund, exigent, i precís: Mario Golf World Tour és una de les apostes segures de la 3DS. Seguirà entrenant i una altra per obtenir la quantitat infinita de matisos del seu joc. Però no tot és perfecte. Els ítems que Nintendo estava promovent són simplement inútils, i hi haurà algunes queixes sobre el preu del DLC i passi de temporada.".
GameSpot, amb un 70, argumenta que "hi ha un munt de diversió que hi havia aquí, i amb els personatges clàssics de Nintendo hi ha còpies de seguretat de l'acció, World Tour és un joc completament encantador també. Quina pena, llavors, que no té la cohesió i el refinament per fer aquests moments de vegades brillants fàcils de digerir i d'accés.". DigitalSpy, amb un 60, diu que "com un joc de Nintendo, Mario Golf: World Tour se sent inusualment maldestre. Quan l'emoció tensa del curs que pren, és una gran experiència que reuneix una gran quantitat de profunditat potencial, però amb estructures i sistemes confusos, cal tenir paciència per veure la millor gira mundial té per oferir.". Edge Magazine, amb la nota més baixa de 60, diu: "Aquesta incapacitat per decidir on es troba World Tour entre els molts camins de la sèrie ha pres anteriorment és cert problema del joc. Demostra per què tant Camelot és de tanta confiança per part de Nintendo, i per què s'ha estancat fent spin-offs esportius durant tant de temps. Camelot està insegur sobre si preferiria que se celebrarà per la mà o simplement posar en llibertat, i acaba posant al jugador en aquest mateix punt mitjà maldestre."

### Vendes
Mario Golf: World Tour va ser el videojoc més venut en els de Nintendo 3DS al Regne Unit a data de 3 de maig de 2014, segons l'estudi GFK. Va ser el tercer videojoc més venut en la setmana del 29 d'abril al 6 de maig de 2014 en les descàrregues a la Nintendo eShop de 3DS. Del 28 d'abril al 5 de maig de 2014, Mario Golf: World Tour va ser el segon videojoc més venut al Japó segons l'institut Media-Create, amb 49.889 unitats venudes. Al Regne Unit, del 3 al 10 de maig de 2014 va ser el videojoc més venut en la categoria de Nintendo 3DS, segons GFK.
El joc va ser el segon videojoc més venut al Japó segons l'institut Media-Create del 5 de maig a l'11 de maig de 2014, amb 26.882 unitats venudes durant aquella setmana i 76.771 en total.
Del 25 al 31 de maig de 2014, quant a vendes al Regne Unit de la Nintendo 3DS, Mario Kart 7 (2011) va ser el tercer més venut, seguit de Mario Golf: World Tour (2014). New Super Mario Bros. 2 (2012) va ser vuitè, i Mario Party: Island Tour (2014) va ser novè, segons GFK.

### Màrqueting
Qui vulgui comprar Mario Golf: World Tour abans del 29 de maig de 2014, podrà obtenir un codi de descàrrega per descarregar de franc Mario Golf (GBC, 1999), que sortirà a la Consola Virtual de 3DS d'Europa el 29 de maig també. Això Nintendo España ho va recordar al seu Twitter el 24 de maig de 2014.
Nintendo Japó va revelar el 16 d'abril de 2014 tres comercials, que revela els escenaris de Donkey Kong Country Returns (posteriorment DK Jungle) i el de Bowser (posteriorment Bowser's Castle), i els ítems Kab-omb i Gold Flower per utilitzar-se. A data de 24 d'abril surt un comercial britànic del joc. El 29 en surt el segon, que dona protagonisme a les pilotes de golf "vives". Nintendo Espanya ensenya una imatge que "convida" al jugador al mode Play as Mii: Castle Club. El 20 de maig, surt una imatge que diu: "El primer Premi Callaway de Mario Golf: World Tour comença aquest dimarts. Has estat practicant?" A la imatge, Donkey Kong i Diddy Kong sobre gespa. El 22 de maig, surt una imatge que diu: "Rep equipament per al teu Mii jugant al Premi Callaway de Mario Golf: World Tour per a 3DS." A la imatge, dos Mii entre una pilota Callaway. El 22 de maig, un tweet diu: "El primer Premi Callaway de Mario Golf: World Tour s'acaba el 12/6. Premis: els Pals Legacy Black i la Bola Legacy Black. Bona sort!"
Canviant una mica l'enfocament tradicional dels seus vídeos, Nintendo va decidir mostrar algunes de les animacions dels jugadors de golf la celebració de Mario Golf: World Tour. Yoshi va guanyar la major atenció amb dos vídeos mostrant la seva sorprenent reacció a guanyar un Par, i després saltant de felicitat, ja que ha guanyat un Birdie; en el tercer, el veiem lamentant profundament haver perdut l'oportunitat de guanyar alguns punts en el joc per fer un Bogey Doble. En el quart vídeo, en Wario garanteix un Par amb un xut bastant precís, i celebra el fet amb un "Waario!" animat.
El lloc nord-americà de Mario Golf: World Tour va estrenar el 17 de maig una nova secció on hom pot expressar el seu estat d'ànim a través d'un bon tir. En primer lloc, s'ha d'anar a la secció "Mood Swing" i triar el seu golfista preferit: Mario, Peach, Bowser, Yoshi, Wario i Diddy Kong. Llavors és el moment per disparar l'humor de la barra, en fer clic al botó verd que indica "Star Shot", i fer clic en aquest botó de nou (que ara serà vermell i amb l'etiqueta "Stop Shot") per aturar la mesura groga exactament en el seu estat d'ànim del dia: Excited (Emocionat), Happy (Feliç) e Upset (Trastornat). Si es pot aturar la barra exactament en la petita fletxa que correspon al seu estat d'ànim, apareix una animació del golfista triat, i es pot compartir a Facebook per mostrar als seus amics com se sent avui, i també per mostrar les seves habilitats en el golf.
El 18 de desembre de 2014 van sortir al Club Nintendo europeu quatre boles de golf, fetes amb goma i resina sintètica, que mostra els personatges de Mario, Luigi, Peach i Yoshi. La caixa mesura 9,5 cm x 9,5 cm x 4,5 cm, i mostra l'artwork de Mario Golf: World Tour. Costa 3500 estrelles.

### Mercaderia

#### Prevenda
Els jugadors espanyols que facin la reserva del joc en la botiga GAME rebran una estoreta pel ratolí que mostra una imatge promocional del joc i, si es registra a XtraLife, s'ofereix una pilota de golf anti-estrès. Qui reservi Mario Golf: World Tour abans de la seva data de llançament a Europa del 2 de maig, a la botiga britànica en línia de Nintendo, podrà rebre rèplica perfecta del barret d'en Mario, per 34,99 £ sense cost d'enviament.